# Unia (album)
Unia – piąty album studyjny fińskiego zespołu powermetalowego Sonata Arctica. Pierwszym singlem z tego albumu był Paid in Full wydany 27 kwietnia 2007 roku. Tytuł albumu po fińsku oznacza sny lub marzenia.

## Lista utworów
1. "In Black and White" – 5:03
2. "Paid in Full" – 4:24
3. "For the Sake of Revenge" – 3:23
4. "It Won't Fade" – 5:58
5. "Under Your Tree" – 5:14
6. "Caleb" – 6:16
7. "The Vice" – 4:08
8. "My Dream's but a Drop of Fuel for a Nightmare" – 6:13
9. "The Harvest" – 4:18
10. "To Create a Warlike Feel" – 5:03
11. "The Worlds Forgotten, the Words Forbidden" – 2:57
12. "Fly with the Black Swan" – 5:08
13. "Good Enough is Good Enough" – 5:32
14. "They Follow" – 4:50
15. "Out in the Fields (Cover Gary Moore)" – 4:06
16. "My Dream's but a Drop of Fuel for a Nightmare" (wersja instrumentalna) – 6:13

Utwór 10 to dodatek dołączony do fińskiego wydania albumu.
Utwór 15 to dodatek dołączony do wydania japońskiego i północnoamerykańskiego.
Utwory 14 i 16 to dodatki japońskiego wydania.

## Twórcy

### Zespół
- Tony Kakko − śpiew, instrumenty klawiszowe
- Jani Liimatainen − gitara elektryczna
- Tommy Portimo − perkusja
- Marko Paasikoski − gitara basowa
- Henrik Klingenberg − instrumenty klawiszowe

### Inni
- Celestina Choir w utworach "In Black and White", "Under Your Tree", "To Create A Warlike Feel" i "Caleb" prowadzony przez Tarja Vanhala.

Instrumenty smyczkowe w utworze "Good Enough is Good Enough":
- Tuomas Airola − wiolonczela
- Elar Kuiv − skrzypce
- Kati Niemelä − skrzypce/altówka
- Anna-Leena Kangas − altówka
- Oskari Hannula − kontrabas
- Tuomas Airola - aranżacja i dyrygowanie

- Peter Engberg - gitara akustyczna, Buzuki, Chromaharp, Cavaquinho and Q-chord w utworach "They Follow", "Under Your Tree", "The Harvest", "It Won't Fade" i "Fly With the Black Swan"
- Jani Liimatainen - gitara akustyczna w utworze "The Worlds Forgotten, The Words Forbidden" i solo na gitarze akustycznej w utworze "They Follow"
- Jarkko Martikainen - śpiew po fińsku w utworze "To Create a Warlike Feel"
- Milla V - głos żeński na początku utworu "Caleb"